# Gambá-comum
O Gambá-comum (Didelphis marsupialis) foi o primeiro marsupial a ser conhecido pelos europeus. Segundo a História da América, Vicente Yáñez Pinzón foi quem, em 1500, levou este animal para a Europa.
Alimenta-se principalmente de frutos silvestres, ovos e filhotes de pássaros. Chega a atingir 50 cm de comprimento sem contar a cauda, que é quase do mesmo tamanho.
Apresenta ainda corpo com pêlos longos e pescoço grosso, focinho alongado e pontudo, dai sua grande aparência com um rato gigante. Tem hábitos noturnos e, apesar de ser um animal de movimentos lentos, trepa em árvores com facilidade, usando a cauda preênsil para agarrar-se aos galhos.
Quando perseguido ou ameaçado, finge-se de morto. Ao contrário do que é difundido os gambás que existem no Brasil não soltam uma substância de odor fétido, o animal que expele um liquido fétido é o skunk, o animal ocorre no Canadá, Estados Unidos e México e esse sim solta o cheiro característico.